# Viols-en-Laval
Viols-en-Laval è un comune francese di 204 abitanti situato nel dipartimento dell'Hérault nella regione dell'Occitania.

## Società

### Evoluzione demografica
Abitanti censiti